# أبو معول (طائر)
أبو معول أو البوقير ذو المنقار الأسود، الاسم العلمي العربي: البوقير الأفريقي الرمادي، يسمى أيضاً الأهيم التهامي، أو طائر العجلة الحزين. طائر رمادي أو بني اللون ينتمي إلى فصيلة البوقيريات.

## الوصف
هو طائر رمادي أو بني اللون باستثناء منطقة البطن فهي باللون الأبيض، يصل طوله إلى 45 سم وقد يتجاوز ذلك أحياناً. يمتاز بمنقاره الكبير الأسود اللون، أما الإناث فإن الفك السفلي لمنقارها يكون باللون الأصفر. له صوات قوية مميزة يمكن سماعها من مسافات بعيدة. يعيش في الأراضي المشجرة، السافانا، والمراعي والأحراش، ويعيش على ارتفاع تصل إلى 1700 متر عن سطح البحر وهو يعيش في أزواج أو في مجموعات تصل إلى 20 طائراً. يستعمل منقاره لحفر الأشجار وبناء أعشاشه في تجاويفها. ويتغذى على الحشرات والديدان والفاكهة.

## المواطن
يستوطن أفر يقيا جنوب الصحراء تمتد من غرب افريقيا في السنغال وغينيا إلى أثيوبيا في الشرق كما يوجد في جنوب الصومال، وكينيا، وأوغندا، وتنزانيا، وزامبيا، ومالاوي، وزيمبابوي، وناميبيا، وجنوب أفريقيا، وأنغولا، وتهامة جنوب غرب شبه الجزيرة العربية، إذ يعرف بالأهيم التهامي نسبة لها.